# This Is Normal
This Is Normal est un album du groupe de musique électronique islandais GusGus.

## Pistes de l'album[1]
| No  | Titre                 | Durée |
| --- | --------------------- | ----- |
| 1.  | Ladyshave             |       |
| 2.  | Teenage Sensation     |       |
| 3.  | Starlovers            |       |
| 4.  | Superhuman            |       |
| 5.  | Very Important People |       |
| 6.  | Bambi                 |       |
| 7.  | Snoozer               |       |
| 8.  | Blue Mug              |       |
| 9.  | Acid Milk             |       |
| 10. | Love vs Hate          |       |
| 11. | Dominique             |       |

## Sources
- (en) « This Is Normal » (Identifiant r403544 peu probable - vérifier et adapter, SVP), sur AllMusic, critique par Heather Phares.